# فرانسيس أوتلي
السير فرانسيس أوتلي (1600/1601- 11 سبتمبر 1649) هو سياسي وفارس إنجليزي مؤيد للحكم الملكي، لعب دورًا مهمًا في الحرب الأهلية الإنجليزية في شروبشاير. كان الحاكم العسكري لشروزبري خلال السنوات الأولى من الحرب وشغل فيما بعد منصب الشريف الملكي للمقاطعة وساعد في التفاوض على استسلام بريدجنورث. أمضى سنواته الأخيرة في صراع طويل ومعقد لتحرير أملاكه من الحجز.

## الخلفية وبداية حياته والتعليم
والدا فرانسيس أوتلي هما:
- توماس أوتلي من بيتشفورد، شروبشاير

تنتمي عائلة أوتلي إلى طبقة النبلاء المتوسطة التي ادعت النسب لعائلة أوتلي في أوتيلي، بالقرب من إليسمير، شروبشاير. من ناحية ثانية، فقد حققوا ثروتهم بصفتهم جزءًا من الطبقة التجارية القوية في بلدة شروزبري نفسها، والتي استمدت ثروتها من احتكارها لتنعيم الأقمشة الويلزية. في وقت مبكر من عام 1444، كان توماس أوتلي أحد أعضاء المجلس المحلي الذين ساعدوا المأمورين في حكومة شروزبري. اشترى بيتشفورد هول في عام 1473، وكان لديه أيضًا منزل في كاليه، حيث كان بإمكانه البحث عن أسواق للأقمشة المنعمة. كان ابنه ويليام الشريف الأعلى لشروبشاير في عام 1500، ممثلًا بذلك القبول النهائي لعائلة أوتلي في طبقة النبلاء، وهي الطبقة المهيمنة في شروبشاير، وهي مقاطعة لم يكن لديها مقيمون أرستقراطيون في القرن السادس عشر.
- ماري جيفورد، ابنة روجر جيفورد، دكتوراه في الطب[8]

كان روجر جيفورد طبيبًا مشهورًا، تم تعيينه الطبيب النظامي لإليزابيث الأولى في عام 1587. أصبح ثريًا وشغل منصب نائب في البرلمان عن ساروم القديمة. قيل إنه كاثوليكي ولكن هذا غير مؤكد.
تلقى فرانسيس أوتلي تعليمه في مدرسة شروزبري منذ سن العاشرة. دخل كلية لينكولن، أكسفورد، وهو في سن السابعة عشرة في 4 ديسمبر 1618، في نفس اليوم الذي دخل فيه شقيقه الأصغر ريتشارد. في حين بقي ريتشارد حتى التخرج، غادر فرانسيس دون شهادة من أجل التدريب القانوني، وسجل المعبد الداخلي قبوله في نوفمبر 1619، وسجلوا اسم والده بشكل غير صحيح باسم روبرت. في عام 1621 تزوج من لوسي، الأرملة مسبقًا ابنة توماس إدواردز، والذي كانت عمدة شروبشاير في ذلك الوقت.